# Raisonnement continu
Le raisonnement continu (en anglais : continuous reasoning, CR) est une méthode de raisonnement automatisé qui exploite la compositionnalité, pour analyser les systèmes à grande échelle de manière différentielle. 

## Description
Le raisonnement continu se concentre sur l'analyse des derniers changements, introduits dans le système et sur la réutilisation des résultats d'analyse, précédents autant que possible. Le but du raisonnement continu est de contenir la complexité de calcul élevée des problèmes à grande échelle, en résolvant des instances plus petites des problèmes à résoudre : c'est-à-dire en résolvant des instances qui considèrent principalement ce qui a changé dans le système, depuis le dernier analyse effectuée.
Le raisonnement continu a été proposé pour la première fois par Peter O'Hearn en 2018 et a particulièrement réussi à soutenir le développement itératif de logiciels dans les grandes entreprises informatiques, grâce à l'utilisation d'outils de raisonnement automatisé, tels que Facebook's Infer,, et Amazon s2n. Ces outils effectuent une analyse statique incrémentale, sur des bases de code volumineuses, en se concentrant uniquement sur les différences entre une modification et une autre, pour identifier les erreurs éventuelles ou les problèmes de sécurité avant la mise en production du code. 
L'utilisation du raisonnement continu a également été proposée pour la gestion d'applications sur des infrastructures de Fog computing,.